# Leonardo Ferrel
Leonardo Ferrel (ur. 7 lipca 1923, zm. 11 lipca 2013) – boliwijski piłkarz, reprezentant kraju. Podczas kariery piłkarskiej występował na pozycji pomocnika.

## Kariera piłkarska
Podczas kariery piłkarskiej Leonardo Ferrel występował w klubie Club The Strongest. Z The Strongest, w którym grał w latach 1946–1950 zdobył mistrzostwo Boliwii w 1946 roku.

## Kariera reprezentacyjna
Leonardo Ferrel występował w reprezentacji Boliwii w latach 1946–1950.
W 1946 roku wziął udział w Copa América na której Boliwia zajęła szóste, ostatnie miejsce a Ferrel wystąpił w dwóch meczach turnieju z Brazylią i Chile.
W 1947 roku po raz drugi wziął udział w Copa América na której Boliwia zajęła siódme, przedostatnie miejsce a Ferrel wystąpił w dwóch meczach turnieju z Ekwadorem i Argentyną. 
W 1949 roku po raz trzeci wziął udział w Copa América na której Boliwia zajęła czwarte miejsce a Arraya wystąpił w pięciu meczach turnieju z Brazylią, Ekwadorem, Peru, Paragwajem i Kolumbią.
W 1950 wziął udział w mistrzostwach świata, gdzie wystąpił w jedynym meczu Boliwii z Urugwajem.